# أرتورو فاسكيز
أرتورو فاسكيز (بالإسبانية: Arturo Vázquez Ayala)‏ (مواليد 26 يونيو 1949) هو لاعب كرة قدم. يلعب مع منتخب المكسيك لكرة القدم. سبق له أن لعب في كأس العالم لكرة القدم مع منتخب بلاده.

## روابط خارجية
- أرتورو فاسكيز على موقع الاتحاد الدولي (مؤرشف)  (الإنجليزية)
- أرتورو فاسكيز على موقع قاعدة بيانات كرة القدم.إي يو (الإنجليزية)
- أرتورو فاسكيز على موقع ناشيونال فوتبول تيمز (الإنجليزية)